# Verno
Der Verno (griechisch Βέρνο) ist ein griechischer Gebirgszug, der sich im Norden der griechischen Region Westmakedonien befindet. Die höchste Erhebung des Verno ist der Vitsi mit 2128 m. Der Gebirgszug erstreckt sich über rund 25 km von Südwest nach Nordosten und etwa 30 km von Nordwesten nach Südosten.
In den niedrigen Höhenlagen des Gebirges dominieren Fichten und Pinien. Die höheren Lagen werden von Tälern, Buschland und abgelegenen Dörfern geprägt. Im Südwesten befindet sich der Kastoria-See, an den westlichen Ausläufern fließt der Aliakmonas, welcher den Verno auch entwässert.
Durch den Verno führt die Nationalstraße 3 und  die Autobahn 2.